# McRoberts
McRoberts és una concentració de població designada pel cens dels Estats Units a l'estat de Kentucky. Segons el cens del 2000 tenia 921 habitants.

## Demografia
Segons el cens del 2000, McRoberts tenia 921 habitants, 359 habitatges, i 272 famílies. La densitat de població era de 65,4 habitants/km².
Dels 359 habitatges en un 36,5% hi vivien nens de menys de 18 anys, en un 57,4% hi vivien parelles casades, en un 13,6% dones solteres, i en un 24,2% no eren unitats familiars. En el 22,8% dels habitatges hi vivien persones soles l'11,4% de les quals corresponia a persones de 65 anys o més que vivien soles. El nombre mitjà de persones vivint en cada habitatge era de 2,57 i el nombre mitjà de persones que vivien en cada família era de 3,04.
Per edats la població es repartia de la següent manera: un 25,6% tenia menys de 18 anys, un 9,2% entre 18 i 24, un 25,8% entre 25 i 44, un 25,1% de 45 a 60 i un 14,2% 65 anys o més.
L'edat mediana era de 38 anys. Per cada 100 dones de 18 o més anys hi havia 99,1 homes.
La renda mediana per habitatge era de 18.333 $ i la renda mediana per família de 19.635 $. Els homes tenien una renda mediana de 29.479 $ mentre que les dones 18.438 $. La renda per capita de la població era de 10.531 $. Entorn del 28% de les famílies i el 33,6% de la població estaven per davall del llindar de pobresa.

## Poblacions més properes
El següent diagrama mostra les poblacions més properes.